# Allan Begosso
Allan "Mini" Begosso (São José dos Campos, 23 de novembro de 1995), é um lutador brasileiro de MMA que compete na categoria Peso Galo atualmente vivendo em Sacramento, Califórnia.

## Biografia
Desde muito jovem, Begosso demonstrou interesse e talento para as artes marciais. Aos 9 anos de idade, começou a treinar boxe e muay thai, e com apenas 11 anos, já estava ganhando competições. Durante sua adolescência, teve que lidar com uma série de desafios familiares, incluindo pais separados e uma relação difícil com a mãe e o padrasto, que não acreditavam em seu potencial.
Apesar das dificuldades, Begosso perseverou e encontrou no jiu-jitsu uma nova paixão. Com a ajuda de seu amigo, que treinava kickboxing, ele foi introduzido à academia de Anderson Braddock, onde recebeu uma bolsa para treinar. Em menos de um ano, ele começou a competir e conquistar vitórias.
Aos 15 anos, Begosso sofreu uma lesão no pé durante uma luta, mas continuou treinando mesmo com dores. Seu professor Claudio Godoy o apresentou ao jiu-jitsu, e ele rapidamente se destacou, tornando-se vice-campeão pan-americano e nacional, em pouco tempo. Após um ano e meio de sucesso no jiu-jitsu, ele voltou a treinar MMA sob a tutela de seu professor Anderson Nogueira.

## Carreira
Para seguir sua carreira no MMA, Begosso teve que superar dificuldades financeiras e um ambiente familiar adverso. Ele mudou-se para a academia, pois o ambiente em sua casa não era propício para seu crescimento profissional. Com 18 anos, estreou como lutador profissional e recebeu uma proposta para lutar no Chile em um grande evento.
No entanto, em 2017, Begosso sofreu uma lesão na mão que o afastou temporariamente dos ringues. Passou por cirurgias e enfrentou momentos de frustração. Em busca de novas oportunidades, ele e sua esposa decidiram ir para Portugal, mas encontraram dificuldades devido a uma falsa proposta de uma amiga.
Determinados a alcançar seus objetivos, o casal começou a vender brigadeiros para arrecadar fundos para se mudarem para os Estados Unidos. Embora tenham enfrentado desafios, como a quebra do carro em que trabalhavam como motoristas de Uber, Begosso nunca desistiu. Ele voltou a treinar e, em 2020, conseguiu obter o visto de atleta.

## Mudança para os EUA
Desde então, Begosso se destacou na academia, treinando com renomados lutadores e treinadores como Cody Garbrandt, Urijah Faber e Fábio Pateta. Ele conquistou um contrato com a Legacy Fighting Alliance (LFA), um dos principais eventos de MMA, onde teve um início impressionante, com vitórias rápidas por nocaute.
Seu talento e dedicação chamaram a atenção, e ele recebeu a oportunidade de competir pelo cinturão, sendo reconhecido por sua atuação e indicado para prêmios como "Nocaute do Ano" e "Luta do Ano".
Allan "Mini" Begosso é um exemplo de resiliência e determinação, superando adversidades pessoais e profissionais para se tornar um lutador de destaque no mundo do MMA. Sua história de superação serve de inspiração para outros lutadores e para todos que buscam alcançar seus sonhos, independentemente dos desafios que possam enfrentar.